# Tanna (cikador)
För andra betydelser, se Tanna.
Tanna är ett släkte insekter i familjen cikador.

## Arter
Enligt Catalogue of Life ingår följande 28 arter i släktet:
- Tanna abdominalis
- Tanna apicalis
- Tanna aquilonia
- Tanna auripennis
- Tanna bakeri
- Tanna bhutanensis
- Tanna chekiangensis
- Tanna harpesi
- Tanna herzbergi
- Tanna infuscata
- Tanna insignis
- Tanna ishigakiana
- Tanna japonensis
- Tanna karenkonis
- Tanna kimtaewooi
- Tanna ornata
- Tanna ornatipennis
- Tanna pallida
- Tanna pseudocalis
- Tanna puranoides
- Tanna sayurie
- Tanna shensiensis
- Tanna simultaneous
- Tanna sinensis
- Tanna sozanensis
- Tanna taipinensis
- Tanna tairikuana
- Tanna viridis